# Lijst van koningen van Tonga
De volgende koningen hebben geregeerd sinds de formele stichting van het koninkrijk Tonga in 1875.

## Koningen van Tonga (1875-heden)
| Monarch | Monarch                               | Regeringsperiode |
| ------- | ------------------------------------- | ---------------- |
|         | George Tupou I (1797-1893)            | 1875-1893        |
|         | George Tupou II (1874-1918)           | 1893-1918        |
|         | Koningin Salote Tupou III (1900-1965) | 1918-1965        |
|         | Taufa'ahau Tupou IV (1918-2006)       | 1965-2006        |
|         | George Tupou V (1948-2012)            | 2006-2012        |
|         | Tupou VI (1959)                       | 2012-heden       |